# Strumigenys decumbens
Strumigenys decumbens (лат.) — вид мелких земляных муравьёв рода Strumigenys из подсемейства Myrmicinae (Attini, ранее в Dacetini). Встречается в Юго-Восточной Азии: Таиланд (провинция Саконнакхон).

## Этимология
Название вида обусловлено отсутствием прямостоячих волосков как на верхей поверхности головы, так и на поверхности ног. Эпитет «decumbens» происходит от латинского глагола «decumbo» (что означает «лежать», имея ввиду прижатые щетинки).

## Описание
Мелкие муравьи (длина около 2 мм) с сердцевидной головой, расширенной кзади. Проподеум угловатый с парой зубцов. Обладают треугольными жвалами (длина головы HL 0,57—0,64 мм, ширина головы HW 0,42—0,44 мм, мандибулярный индекс MI 13—15). Включён в комплекс видов S. elegantula из видовой группы S. leptothrix. От близких видов отличаются следующими признаками: верх головы с прижатыми лопатчатыми волосками; наличник с прижатыми лопатчатыми или эллиптическими волосками; без латерально выступающих волосков при виде анфас; при виде в профиль голова без прямостоячих волосков; пронотум дорсолатерально окаймлён; в профиль проподеальные шипы покрыты широким ламеллями; бёдра, голени и базитарзусы с отстоящими до прижатых волосков, без прямых волосков. В профиль глаз с четырьмя омматидиями в диаметре.
Основная окраска коричневая. Стебелёк между грудкой и брюшком состоит из двух члеников: петиолюса и постпетиолюса (последний чётко отделён от брюшка), жало развито. Предположительно, как и близкие виды, специализированные охотники на коллембол. Вид был впервые описан в 2023 году мирмекологами из Гонконга Kit Lam Tang (School of Biological Sciences, Гонконгский университет, Гонконг, Китай) и Benoit Guénard.